# Cabacúa
Cabacúa är en ort i Mexiko.   Den ligger i kommunen Magdalena Peñasco och delstaten Oaxaca, i den sydöstra delen av landet, 290 km sydost om huvudstaden Mexico City. Cabacúa ligger 2 473 meter över havet och antalet invånare är 158.
Terrängen runt Cabacúa är kuperad. Runt Cabacúa är det glesbefolkat, med 14 invånare per kvadratkilometer. Närmaste större samhälle är Heroica Ciudad de Tlaxiaco, 10,4 km nordväst om Cabacúa. Trakten runt Cabacúa består i huvudsak av gräsmarker.